# Dominique Da Sylva
Da Sylva Dominique (sinh 16 tháng 8 năm 1989) là một cầu thủ bóng đá người Mauritanie gốc Guinea-Bissau hiện chơi ở vị trí tiền đạo cho câu lạc bộ Sài Gòn F.C tại giải Vô địch quốc gia Việt Nam và đội tuyển quốc gia Mauritania. Anh từng trưởng thành tại Học viện bóng đá Nouakchott trước khi gia nhập câu lạc bộ CS Sfaxien của Tunisia vào năm 2007. Bốn năm sau, anh chuyển tới đầu quân cho câu lạc bộ hàng đầu châu lục, Al Ahly SC và sau đó là Zamalek.
Mùa giải 2017, anh từng thi đấu cho đội bóng CLB TPHCM nhưng ko để lại ấn tượng gì cho đội bóng. Trong 2 mùa giải tiếp theo, anh đã thi đấu tròn vai 40 trận và ghi 22 bàn thắng cho đội bóng Sài Gòn.

## Sự nghiệp

### Câu lạc bộ
Anh từng được đào tạo tại Học viện bóng đá Nouakchott từ 2006-2007 trước khi gia nhập câu lạc bộ CS Sfaxien. Trong mùa giải thứ hai tại Sfaxien, anh đã ghi được 4 bàn thắng trong 10 lần thi đấu tại giải Tunisian Ligue Professionnelle 1. Các mùa giải sau đó, anh ghi lần lượt được 3 bàn thắng và 2 bàn thắng trước khi gia nhập câu lạc bộ Al Ahly SC của Ai Cập với phí chuyển nhượng 600.000 USD vào tháng 1 năm 2011. Trong mùa giải đầu tiên, anh ghi được 3 bàn thắng, giúp Al Ahly giành chức vô địch Giải Ngoại hạng Ai Cập lần thứ 7 liên tiếp. Vào ngày 9 tháng 9 năm 2012, anh được vào sân muộn trong chiến thắng 2-1 của Al Ahly trước ENPPI Club tại Siêu cúp Ai Cập. Đến tháng 1 năm 2014, anh chuyển tới một câu lạc bộ hùng mạnh khác của Ai Cập là Zamalek SC và để lại dấu ấn khi có bàn thắng ngay trận ra mắt. Tháng 6 năm 2017, anh gia nhập câu lạc bộ Câu lạc bộ bóng đá Thành phố Hồ Chí Minh của Việt Nam với phí chuyển nhượng 350.000 Euro. Anh có màn ra mắt câu lạc bộ trong trận đấu gặp Long An, và với 2 bàn thắng ghi được, anh có màn ra mắt không thể tuyệt vời hơn trong chiến thắng của câu lạc bộ với tỷ số 3-2.

### Quốc tế
Anh được gọi vào đội tuyển quốc gia và có màn ra mắt đội tuyển vào năm 2007. Bàn thắng đầu tiên được ghi vào lưới của Maroc vào năm 2008.

## Danh hiệu
CS Sfaxien
- Cúp Tổng thống Tunisia: 2009[1]

Al-Ahly
- Giải Ngoại hạng Ai Cập: 2010–11[1]
- Siêu Cúp Ai Cập: 2011[1]
- Giải vô địch bóng đá các câu lạc bộ châu Phi: 2012,[1] 2013[1]